# Máximo Alonso
Máximo Alonso (Maldonado, 3 de marzo de 2002) es un futbolista uruguayo que juega de extremo en el Club Deportivo San Antonio Bulo Bulo.

## Trayectoria
Alonso se formó en las divisiones inferiores en Peñarol, en 2022 disputó la Copa Libertadores Sub-20, en la que se consagraría campeón con Peñarol-sub-20.  Alonzo ya teniendo experiencia en el plantel principal, siendo uno de los referentes de ese plantel el cual  ganaría el torneo continental juvenil.   
Alonso hizo su debut profesional el 28 de enero de 2021 ante el Defensor Sporting Club por el Torneo Clausura 2020 en el Campeón del Siglo.
Disputó partidos de Copa Conmebol libertadores y Copa Conmebol Sudamericana, alcanzado semifinales en 2021, disputando 3 partidos de dicha edición.
Convirtió su primer gol en el Estadio Centenario frente a Racing marcando el 1-0 de volea. Partido en el cual Peñarol ya se había consagrado campeón del Torneo Apertura de 2023, por los resultados de los demás equipos, en el cual se haría una  ceremonia de premiación al plantel.

## Clubes
| Club                | País          | Año           | Part. | Goles | Asist. |
| ------------------- | ------------- | ------------- | ----- | ----- | ------ |
| Peñarol             | Uruguay       | 2021-2023     | 40    | 1     | 3      |
| Deportivo Maldonado | Uruguay       | 2023-Act.     | 4     | 0     | 0      |
| Total carrera       | Total carrera | Total carrera | 44    | 1     | 3      |

- Actualizado al último partido disputado el 8 octubre de febrero de 2023.

## Palmarés

### Títulos nacionales
| Título             | Club          | Sede    | Año  |
| ------------------ | ------------- | ------- | ---- |
| Torneo Clausura    | C. A. Peñarol | Uruguay | 2021 |
| Primera División   | C. A. Peñarol | Uruguay | 2021 |
| Supercopa Uruguaya | C. A. Peñarol | Uruguay | 2022 |
| Torneo Apertura    | C. A. Peñarol | Uruguay | 2023 |

### Títulos internacionales
| Título                   | Club                 | Sede    | Año  |
| ------------------------ | -------------------- | ------- | ---- |
| Copa Libertadores Sub-20 | C. A. Peñarol sub-20 | Ecuador | 2022 |